# پیرشاهی
پیرشاهی (به ترکی آذربایجانی: Pirşağı) یک منطقهٔ مسکونی در جمهوری آذربایجان است که در قره‌باغ واقع شده‌است. پیرشاهی ۴٬۸۲۶ نفر جمعیت دارد.